# Марија Бланћард
Марија Бланћард (рођена Марија Гутијерез-Куето Бланћард; 6. март 1881 — Париз, 5. април 1932) била је шпанска сликарка. Била је позната по развоју јединственог стила кубизма.

## Биографија
Бланћард је рођена 6. марта 1881. у Сантандеру. Била је ћерка новинара Енрикеа Гутијереза Куета и Консепсионе Бланћард Сантистебана. Њен рођак је мексички уметник Герман Куето.
Рођена је са неколико физичких деформитета, укључујући деформисану кичму, што су неки приписали паду Бланћардове мајке током трудноће. Бланћард је рођена са кифосколиозом и билатералном дисартикулацијом кука. Њен раст је заостајао и ходала је шепајући, због чега су је у школи задиркивали и дали јој надимак „вештица“. Емоционални бол који је ово изазвао може се видети у многим темама њених уметничких дела. Бланћард се окренула сликању да би изразила своју тугу. Њен отац је имао велики утицај на њен живот, подстичући је да црта.

Године 1903. преселила се у Мадрид и студирала на краљевској академији лепих уметности Сан Фернандо код шпанских уметника као што су Емилио Сала и Мануел Бенедито. Сала је Бланћард научио "прецизности" и "бујној употреби боја", што ће се појавити у њеним раним композицијама. Године 1908, након што је Бланћард освојила трећу награду за своју слику Примерос пасос на Националној изложби лепих уметности, влада Сантандера јој је доделила грант за подршку њеном образовању у уметности. Године 1909. ова стипендија јој је омогућила да настави своје уметничко образовање на Академији Вити у Паризу код Ерменихилдо Англада Камараса и Кеса ван Донгена. Овде је открила кубистичко сликарство, а на њу су утицали Жак Липшиц и Хуан Грис . Године 1914., због Првог светског рата, Бланћард је напустила Париз и вратила се у Мадрид. Делила је студио у кући своје мајке са неким од уметника које је упознала у Паризу. Године 1915. њена уметност је приказана на изложби коју је организовао Рамон Гомез де ла Серна  у музеју модерних уметности у Мадриду. Контактирали су је да предаје уметност у Саламанци, али је била разочарана искуством.
Године 1916, пред крај рата, Бланћард се преселила у Париз, где ће провести остатак живота. Тамо је упознала многе кубистичке уметнике и почела је да развија свој стил кубизма. Постала је блиска пријатељица са Хуаном Грисом, шпанским кубистичким сликаром, који је у великој мери утицао на њен рад. Бланћард се придружио Сектион д'Ор, кубистичкој уметничкој групи  Ране слике, као што је Жена са лепезом, приказују равне, испреплетене облике. Њен стил је еволуирао да би постао фигуративнији и традиционалнији током година; њене слике су постале оштре, са јарким сукобљеним бојама и меланхоличним темама. Њен уметнички рад био је веома емотивно изражајан.
Потражња за уметношћу Бланћардове је порасла након изложбе у Француској и Белгији 1920. године, као и изложбе у Друштву независних уметника 1921. године. Дошла је у контакт са значајним трговцима уметничким делима, али због неповољне економске ситуације која је наступила, многи колекционари престали су да улажу у њен рад. Постала је финансијски зависна од свог пријатеља Френка Флауша (1878–1926) до његове смрти. Без Флауша, Бланћард не би могла да продаје слике галеријама у Паризу и неколицини приватних мецена.
Године 1927, Грис је умро. Бланћард је била тешко погођена и пала је у стање депресије. Њена сестра Кармен и нећаци су дошли да живе са њом у Паризу, ублажавајући њену усамљеност, али погоршавајући њену финансијску ситуацију. У погоршаном здравственом стању, Бланћард се окренула религији и размишљала да се придружи самостану, али никада није. Наставила је да слика да би издржавала своју сестру и нећаке.
Бланћардово здравље је постепено опадало током наредних година. Добила је туберкулозу, због чега није могла да слика. Дана 5. априла 1932. умрла је у 51. години у Паризу.